# Estación de Pyrénées
Pyrénées (en español: Pirineos) es una estación de la línea 11 del metro de París situada en el límite de los distrito XIX y XX, al este de la ciudad.

## Historia
Fue inaugurada el 28 de abril de 1935 como casi toda las estaciones de la línea 11.
Debe su nombre a la cordillera que separa Francia de España y al tratado de mismo nombre entre ambos países. 

## Descripción
Se compone de dos andenes laterales curvados de 75 metros de longitud y de dos vías.
Está diseñada en bóveda elíptica revestida parcialmente de los clásicos azulejos blancos biselados del metro parisino, con la excepción del zócalo que es de color verde y de la parte central de la bóveda que carece de revestimiento.
Su iluminación ha sido renovada empleando un sistema poco habitual en la red en forma de larga hilera de lámparas rectangulares que sobrevuelan los andenes a una distancia relativamente baja. 
La señalización por su parte usa la moderna tipografía Parisine donde el nombre de la estación aparece en letras blancas sobre un panel metálico de color azul. Por último, los asientos de la estación son los modernos Coquille o Smiley, unos asientos en forma de cuenco inclinado para que parte del mismo pueda usarse como respaldo y que poseen un hueco en la base en forma de sonrisa. Los mismos están presentes en un único color, el naranja.

## Accesos
La estación dispone de cuatro accesos
- Avenue Simón Bolívar (dos bocas)
- Rue des Pyrénées (dos bocas)